# Корнийон-Конфу
Корнийон-Конфу (фр. Cornillon-Confoux) — коммуна на юго-востоке Франции в регионе Прованс — Альпы — Лазурный Берег, департамент Буш-дю-Рон, округ Экс-ан-Прованс, кантон Бер-л’Этан.
Площадь коммуны — 14,95 км², население — 1304 человека (2006) с выраженной тенденцией к росту: 1348 человек (2012), плотность населения — 90,2 чел/км².

## Население
Население коммуны в 2011 году составляло 1342 человека, а в 2012 году — 1348 человек.
| 1962 | 1968 | 1975 | 1982 | 1990 | 1999 | 2006 | 2007 | 2011 | 2012 |
| ---- | ---- | ---- | ---- | ---- | ---- | ---- | ---- | ---- | ---- |
| 411  | 562  | 810  | 980  | 1060 | 1167 | 1304 | 1327 | 1342 | 1348 |

Динамика населения:

## Экономика
В 2010 году из 845 человек трудоспособного возраста (от 15 до 64 лет) 662 были экономически активными, 183 — неактивными (показатель активности 78,3%, в 1999 году — 69,2%). Из 662 активных трудоспособных жителей работали 597 человек (321 мужчина и 276 женщин), 65 числились безработными (30 мужчин и 35 женщин). Среди 183 трудоспособных неактивных граждан 53 были учениками либо студентами, 76 — пенсионерами, а ещё 54 — были неактивны в силу других причин.
На протяжении 2010 года в коммуне числилось 516 облагаемых налогом домохозяйств, в которых проживало 1285,5 человек. При этом медиана доходов составила 23 тысячи 568 евро на одного налогоплательщика.